# Raniero Vanni d'Archirafi
Raniero Vanni d'Archirafi (né le 7 juin 1931) est un ancien diplomate italien.

## Biographie
D'Archirafi est né à Genève le 7 juin 1931. Il est titulaire d'un baccalauréat en droit de l'université de Rome. En 1954, il reçoit un doctorat en droit.
D'Archirafi commence sa carrière au ministère des affaires étrangères en 1956. En 1957, il sert à l'ambassade d'Italie à Munich. Il devient le représentant de l'Italie à la Communauté économique européenne à Bruxelles en 1961. De 1966 à 1969, il travaille à l'ambassade d'Italie à Buenos Aires. Il est ensuite ambassadeur d'Italie en Espagne (1984-1987) et en République fédérale d'Allemagne (1987-1989). Il devient après ça directeur général des affaires économiques dans le gouvernement dirigé par président du conseil Giulio Andreotti en 1989. Il est ensuite directeur général des affaires politiques, en 1991.
Il sert en tant que membre de la Commission européenne de 1993 à 1995. Au cours de cette période, il est commissaire européen chargé du marché intérieur et des services, en collaboration avec Martin Bangemann,. D'Archirafi est responsable de la politique de l'entreprise. Il quitte la vie politique après la fin de son mandat à la commission en janvier 1995.
Il est membre du conseil d'administration de l'EuropEFE.

### Récompenses
En 1994, d'Archirafi reçoit la médaille Robert Schuman.